# Bidovce
Bidovce es un municipio del distrito de Košice-okolie en la región de Košice, Eslovaquia, con una población estimada a final del año 2024 de 1702 habitantes.
Se encuentra ubicado en el centro de la región, en la cuenca hidrográfica del río Sajó (afluente derecho del Tisza) y cerca de la frontera con la región de Prešov y con Hungría.

## Demografía
| Año        | 1994 | 2004    | 2014     | 2024     |
| ---------- | ---- | ------- | -------- | -------- |
| Población  | 1080 | 1168    | 1444     | 1702     |
| Diferencia |      | +8,14 % | +23,63 % | +17,86 % |

| Año        | 2023 | 2024    |
| ---------- | ---- | ------- |
| Población  | 1689 | 1702    |
| Diferencia |      | +0,76 % |